# Pstrąg po galicyjsku

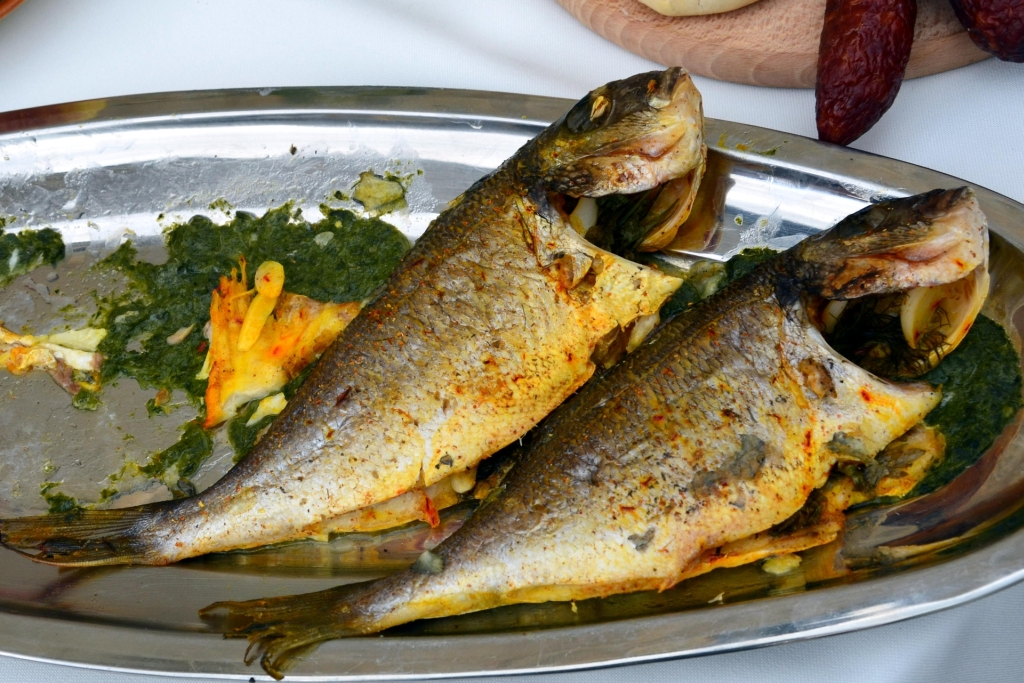
Pstrąg po galicyjsku

Pstrąg po galicyjsku – potrawa aszkenazyjskich Żydów z Małopolski, zapożyczona i włączona również do kuchni polskiej. Do jej niezbędnych składników należy czosnek, cytryna i nać pietruszki wraz z przyprawami. 